# Ordem do Crescente
A Ordem Imperial do Crescente (em turco otomano: نشانِ خلال) foi uma ordem de cavalaria do Império Otomano.

## História

Horatio Nelson, de Lemuel Francis Abbott - sua Ordem do Crescente, circulada, é aqui pintada com o lado certo para cima.

A ordem foi instituída em 1799 pelo sultão Selim III quando ele desejou recompensar Horatio Nelson, um cristão anglicano, por sua vitória na Batalha do Nilo.  Nenhuma das ordens otomanas existentes podia ser concedida a não-muçulmanos, então Selim criou especialmente a Ordem do Crescente para Nelson, tornando-o seu primeiro Cavaleiro e enviando-lhe a insígnia em agosto de 1799. (Ele também recompensou Nelson com o prêmio separado do chelengk). A Ordem foi então estendida para recompensar novos sucessos militares britânicos em terra e no mar contra as forças de Napoleão no Egito e no Mediterrâneo Oriental em 1801. 
Nelson estava tão orgulhoso de seu prêmio que o anexou ao seu nome nos Artigos de Capitulação com a Dinamarca após a Batalha de Copenhague em 9 de abril de 1801 (a notícia de tal anexo agradou tanto ao sultão que ele adicionou uma fita e uma medalha de ouro à estrela de Nelson). No entanto, o Mandado Real Britânico no Colégio de Armas que lhe permitiu usá-lo é datado apenas de 20 de março de 1802. 
Os agraciados (geralmente oficiais da Marinha ou do Exército ou representantes da Grã-Bretanha ou da França, muito presentes na região durante as Guerras Napoleônicas) recebiam uma estrela radiante prateada em forma de losango, bordada com fio prateado sobre um fundo azul com uma estrela e um crescente no centro, e uma fita vermelha, para ser usada com o crescente à esquerda da estrela. A ordem tinha dois graus, Cavaleiro de Primeira Classe e Cavaleiro de Segunda Classe: os membros da Primeira Classe usavam a insígnia como um lenço, com o distintivo anexado (pendurado no colarinho), enquanto os cavaleiros da Segunda Classe usavam uma versão um pouco menor, sem estrela, joias ou ornamentação e uma fita mais estreita (em uma fita diagonal de um ombro até a cintura oposta). 

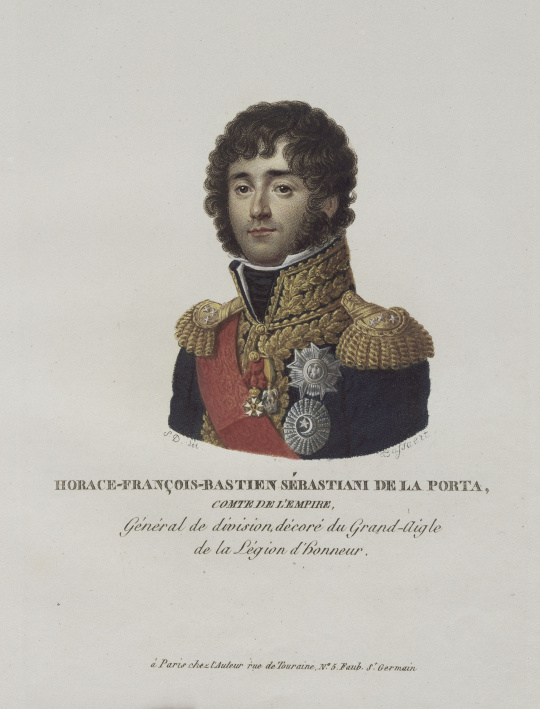
Sébastiani de La Porta com sua estrela, virada para cima.

Os destinatários britânicos às vezes usavam as letras pós-nominais KC. 

## Destinatários
- Horatio Nelson, Cavaleiro, 1799, por Selim III [5]
- Thomas Staines, c. 1801, por Selim III [6]
- Charles Marsh Schomberg, Cavaleiro, 1801, por Selim III [7]
- Philip Beaver, Capitão da Marinha Real 1801 [8]
- Lord Hutchinson, Cavaleiro de 1ª Classe, por Selim III [5]
- Major General Sir Eyre Coote, Cavaleiro de 1ª Classe, por Selim III [5]
- Lord Keith, Cavaleiro de 1ª Classe, por Selim III [5]
- Sir Richard Bickerton, Cavaleiro de 1ª Classe, por Selim III [5]
- Sébastiani de La Porta, Cavaleiro de Primeira Classe, 1807, por Mustafá IV [9]
- Sir William Houston, 1º Baronete, c. 1801, Cavaleiro de Segunda Classe
- Armand Charles Guilleminot, Cavaleiro [10]